# Ojoceratops

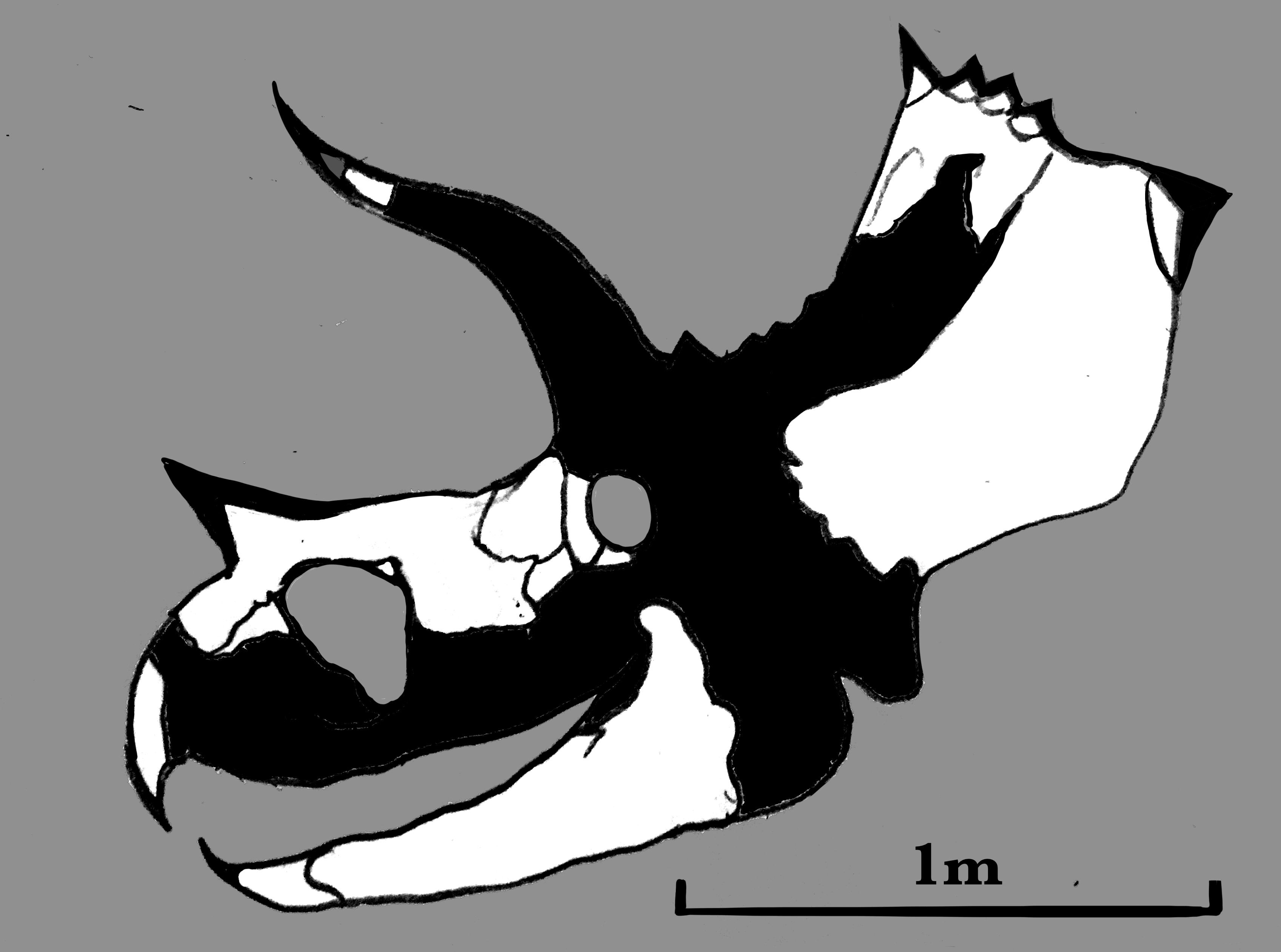
Reconstrução craniana de um Ojoceratops

Ojoceratops (que significa "cara com chifres de Ojo Alamo") é um gênero de dinossauro ceratopsiano que viveu no que hoje é o Novo México, Estados Unidos. Fósseis de Ojoceratops foram recuperados de estratos da Formação Ojo Alamo (Membro Naashoibito), datando do final do período Cretáceo (provavelmente andar Maastrichtiano, há cerca de 68 milhões de anos). A espécie-tipo é Ojoceratops fowleri. É muito semelhante ao seu parente próximo Triceratops, embora seja de um período de tempo anterior e tenha um babado mais quadrado. Nick Longrich, em 2011, observou que o babado quadrado também é encontrado em alguns espécimes verdadeiros de Triceratops e que Ojoceratops é provavelmente um sinônimo júnior de Triceratops, enquanto Holtz (2010) observou que provavelmente é ancestral de Triceratops e possivelmente sinônimo do Eotriceratops contemporâneo.

## Classificação
Com base nos traços que indicam sinapomorfia com Triceratops e Eotriceratops, a filogenia proposta para o gênero Ojoceratops sempre o classificam como parte da tribo Triceratopsini, proposta por Longrich em 2011. Apesar das controvérsias sobre uma possível sinonímia com Triceratops, o Ojoceratops foi validado em várias análises.
Abaixo, segue o cladograma mais recente da análise de Jordan Mallon et al. em 2016, na descrição do Spiclypeus shipporum. Nela, o Ojoceratops é colocado em uma politomia com os gêneros Nedoceratops, Titanoceratops e Torosaurus.

|  | Ojoceratops fowleri                                                          |
|  |                                                                              |
|  | Nedoceratops hatcheri                                                        |
|  |                                                                              |
|  | Titanoceratops ouranos                                                       |
|  |                                                                              |
|  | Torosaurus latus                                                             |
|  |                                                                              |
|  | Torosaurus utahensis                                                         |
|  |                                                                              |
|  | \| \| Triceratops prorsus \| \| \| \| \| \| Triceratops horridus \| \| \| \| |
|  |                                                                              |
|  | Triceratops prorsus                                                          |
|  |                                                                              |
|  | Triceratops horridus                                                         |
|  |                                                                              |

|  | Triceratops prorsus  |
|  |                      |
|  | Triceratops horridus |
|  |                      |